# Arroyomolinos de León
Arroyomolinos de León – gmina w Hiszpanii, w prowincji Huelva, w Andaluzji, o powierzchni 86,95 km². W 2011 roku gmina liczyła 1009 mieszkańców.